# Hemling
Hemling – miejscowość (småort) w Szwecji w gminie Örnsköldsvik w regionie Västernorrland. Około 69 mieszkańców.